# Pont Yavuz Sultan Selim
Pour les articles homonymes, voir pont du Bosphore.
Le pont Yavuz Sultan Selim, troisième pont du Bosphore (en turc : Yavuz Sultan Selim Köprüsü ou 3. Boğaziçi Köprüsü), est un pont suspendu et haubané à Istanbul en Turquie.
Nommé d'après le sultan Sélim Ier, le pont est situé entre le quartier Garipçe (tr) du district de Sarıyer sur la rive européenne du détroit du Bosphore et le quartier Poyrazköy (tr) du district de Beykoz sur la rive asiatique.

## Caractéristiques techniques
- Haubans
- Suspentes

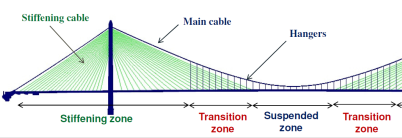
Haubans
Suspentes
Schéma montrant la suspension du tablier : haubané à proximité des deux pylônes, soutenu au milieu du pont par les suspentes verticales reliées au câble principal en forme de chaînette ; dans deux zones de transition, le tablier est à la fois haubané et suspendu.

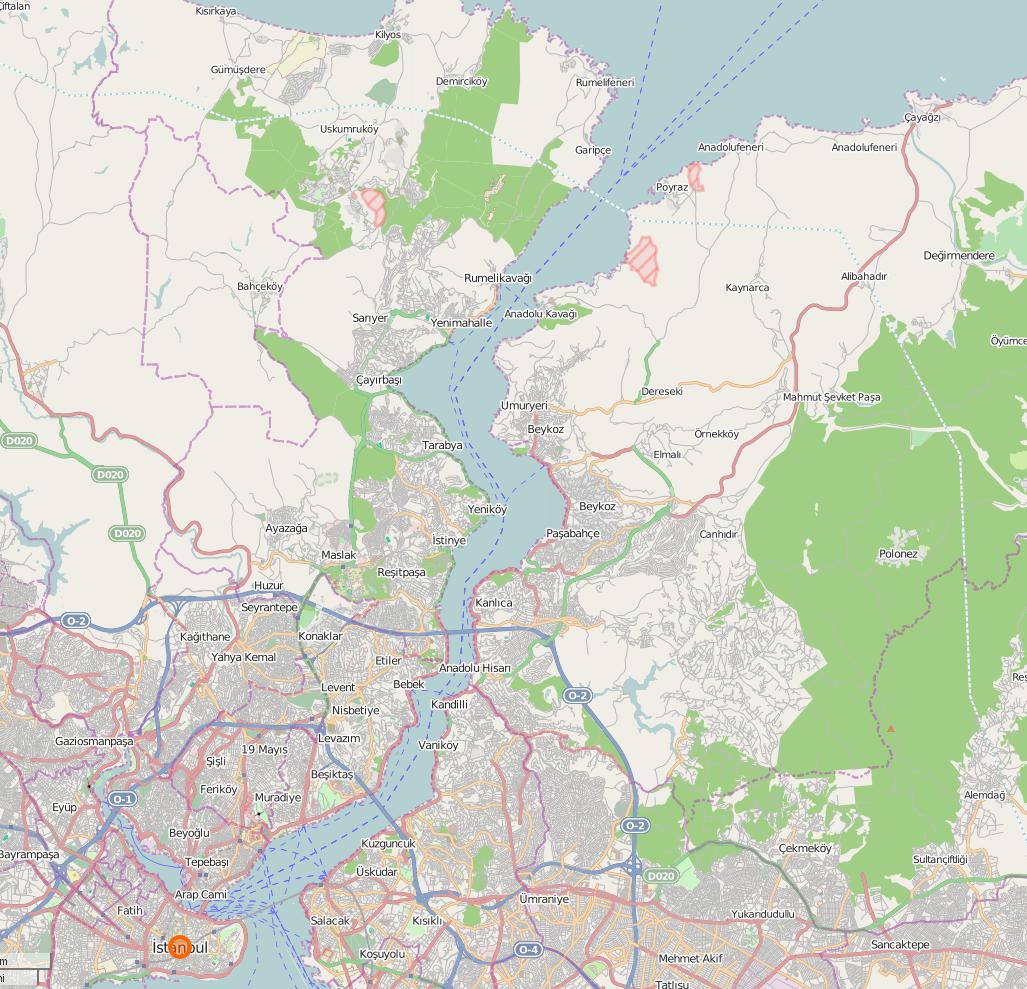
Situation du troisième pont (ligne discontinue au nord) sur le Bosphore.

Les caractéristiques suivantes sont des records mondiaux :
- de la plus longue portée de tablier haubané : 1 408 m[2],[3] ;
- du pont suspendu équipé des plus hauts pylônes : 322 m de hauteur[1] ;
- du plus long pont ferroviaire ;
- du tablier le plus large : 58,50 m.

Le tablier du pont mesure 58,50 m de largeur et accueille deux voies ferrées encadrées par huit voies routières (quatre de chaque côté). La travée centrale a une portée de 1 408 mètres.

## Construction
La maîtrise d'ouvrage de l'opération est assurée par le consortium İçtaş-Astaldi. Celui-ci a confié les études préparatoires (structure, méthodes de construction, aérodynamique, résistance aux séismes) à la société genevoise T-Ingénierie. L'équipe de T-ingénierie s'est assurée des services du bureau liégeois Greisch (principal intervenant), des Italiens de Lombardi et du Centre scientifique et technique du bâtiment (CSTB) pour les mesures sur site, les études de climat, le comportement aérodynamique, le dimensionnement au vent, la protection des véhicules. Le Politecnico de Milano pour les essais en soufflerie, les Portugais du bureau GRID et le bureau turc Temelsu ont également été sollicités.
Son coût serait de près de 800 millions d'euros.
La construction du pont a débuté officiellement par une cérémonie le 29 mai 2013, date anniversaire de la prise de Constantinople en 1453.

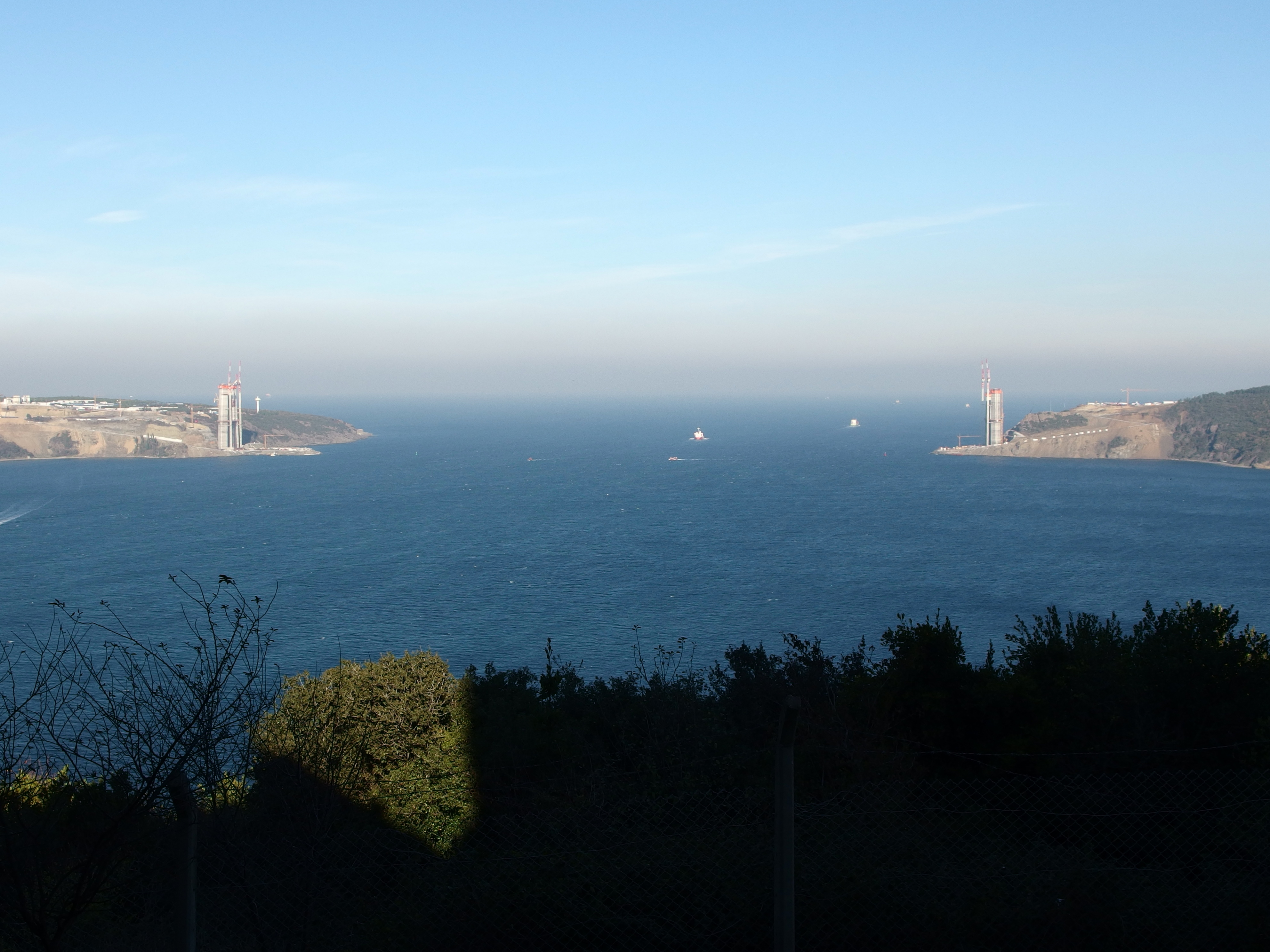
Les pylônes en cours de construction le 6 décembre 2013.
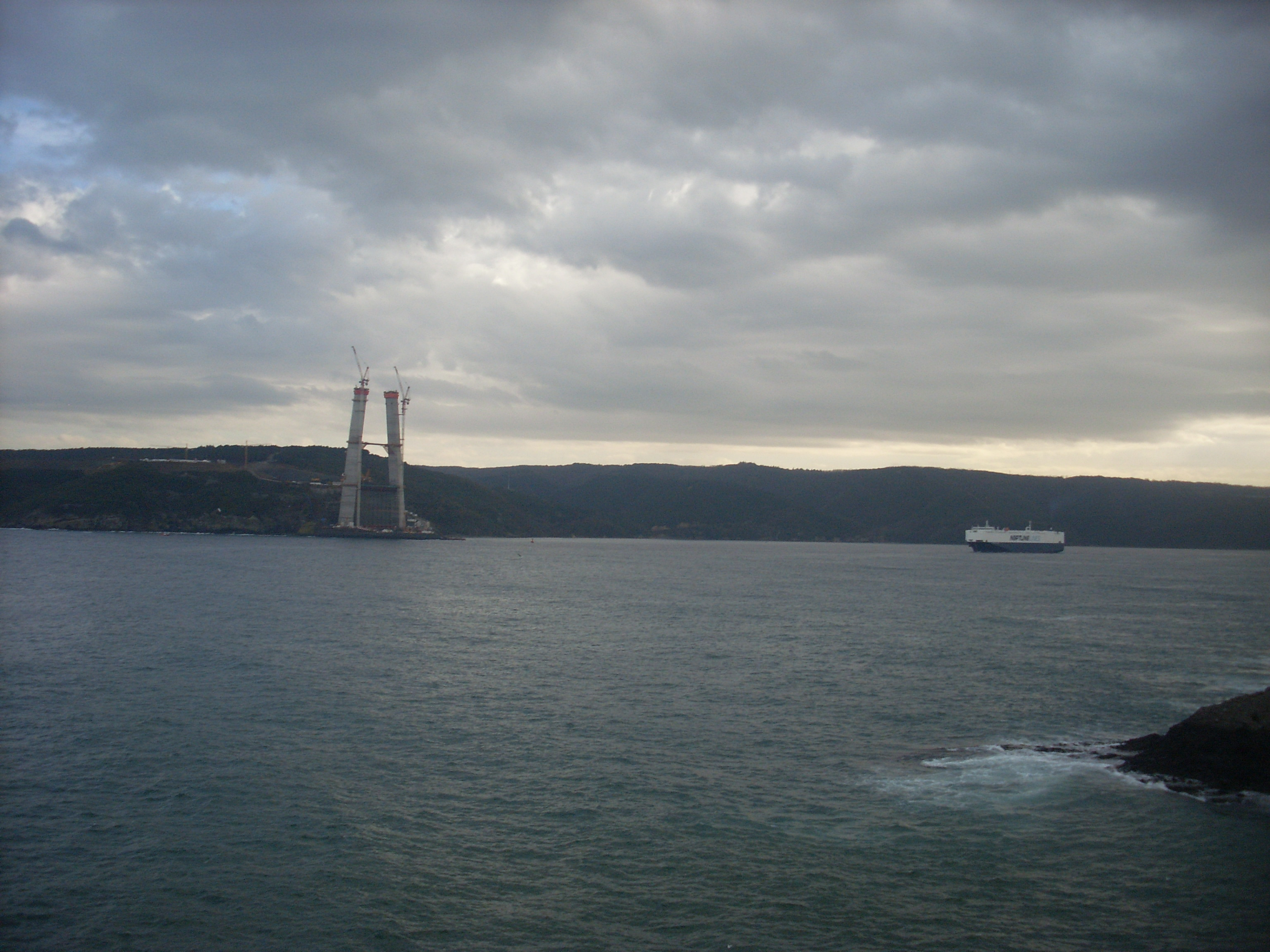
Les pylônes en cours de construction en janvier 2014.
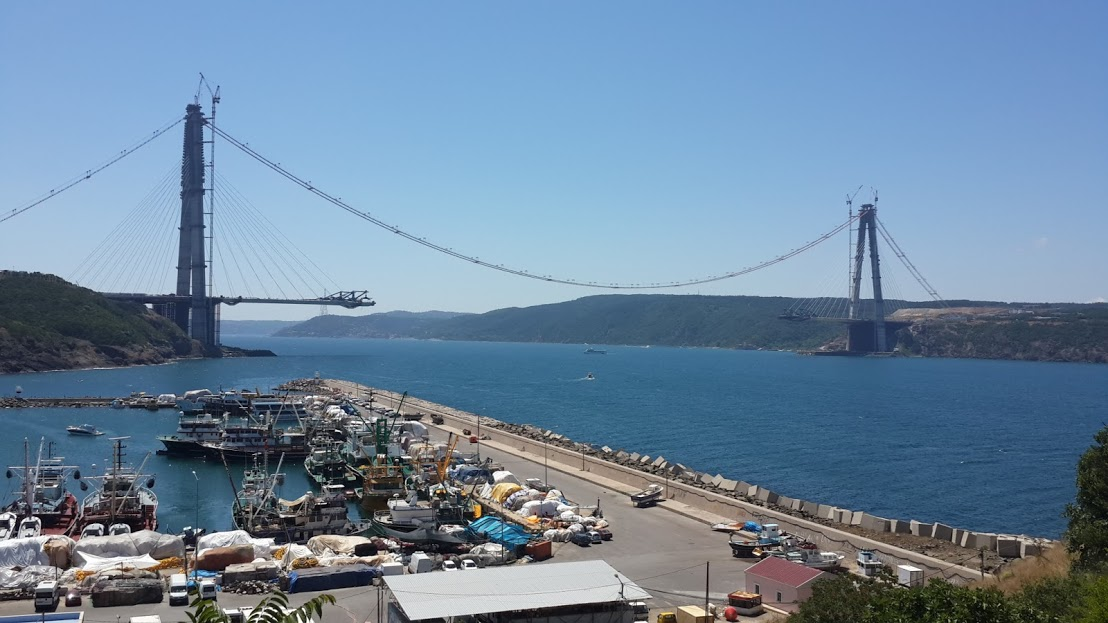
Le pont en juillet 2015.
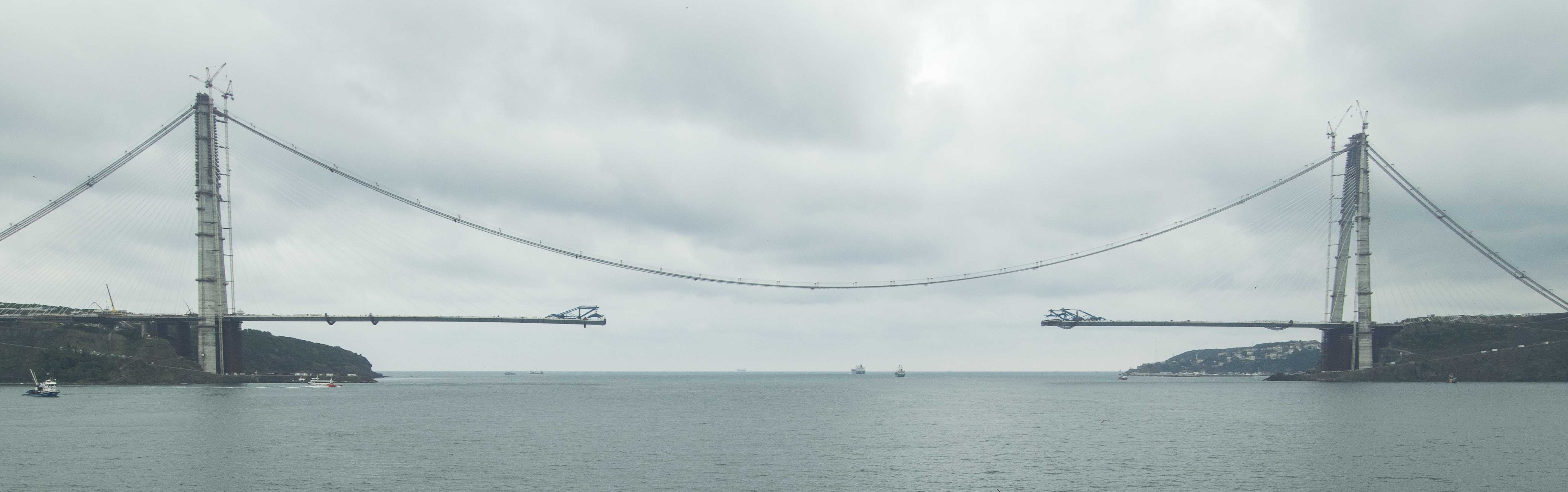
Le 6 octobre 2015.

Le dernier élément de tablier est clavé le 6 mars 2016 lors d'une cérémonie en présence du président Recep Tayyip Erdoğan.
Le pont est inauguré le 26 août 2016 par ce même président dans un contexte particulier : après une tentative de coup d'État et lors d'une vague d'attentats attribués à l'organisation État islamique et au PKK (l'un d'eux ayant eu lieu le matin même), et deux jours après le début de l'intervention armée en Syrie.

## Infrastructures

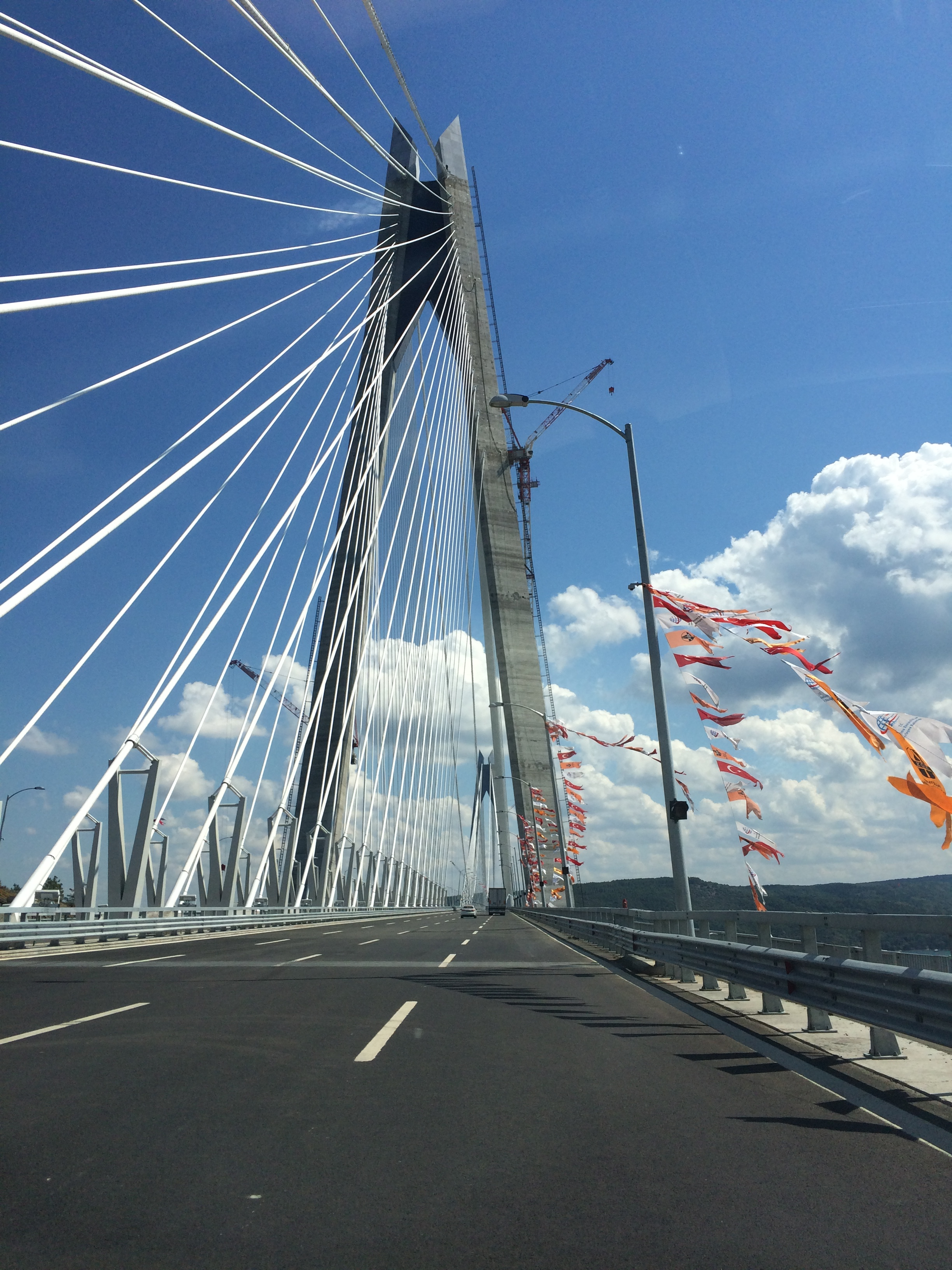
Le pont Yavuz Sultan Selim après son inauguration (photo du 4 septembre 2016 prise depuis le côté est du tablier en direction de Poyrazköy).

Ce pont est emprunté par l’autoroute O-7, qui est une voie de contournement d’Istanbul.

## Polémique
La décision de nommer ce pont en l'honneur du sultan Sélim Ier a été vivement critiquée par la communauté alévie puisque ce sultan a persécuté et massacré de nombreux alévis durant le XVIe siècle. Les alévis perçoivent cette décision comme une provocation de la part de Recep Tayyip Erdoğan,.